# ریسنجک
ریسنجک (به لاتین: Risnjak) یک کوه در کرواسی است که در شهرستان پریموری-گورسکی واقع شده‌است. ریسنجک ۱٬۵۲۸ متر بالاتر از سطح دریا واقع شده‌است.